# 彩色筆

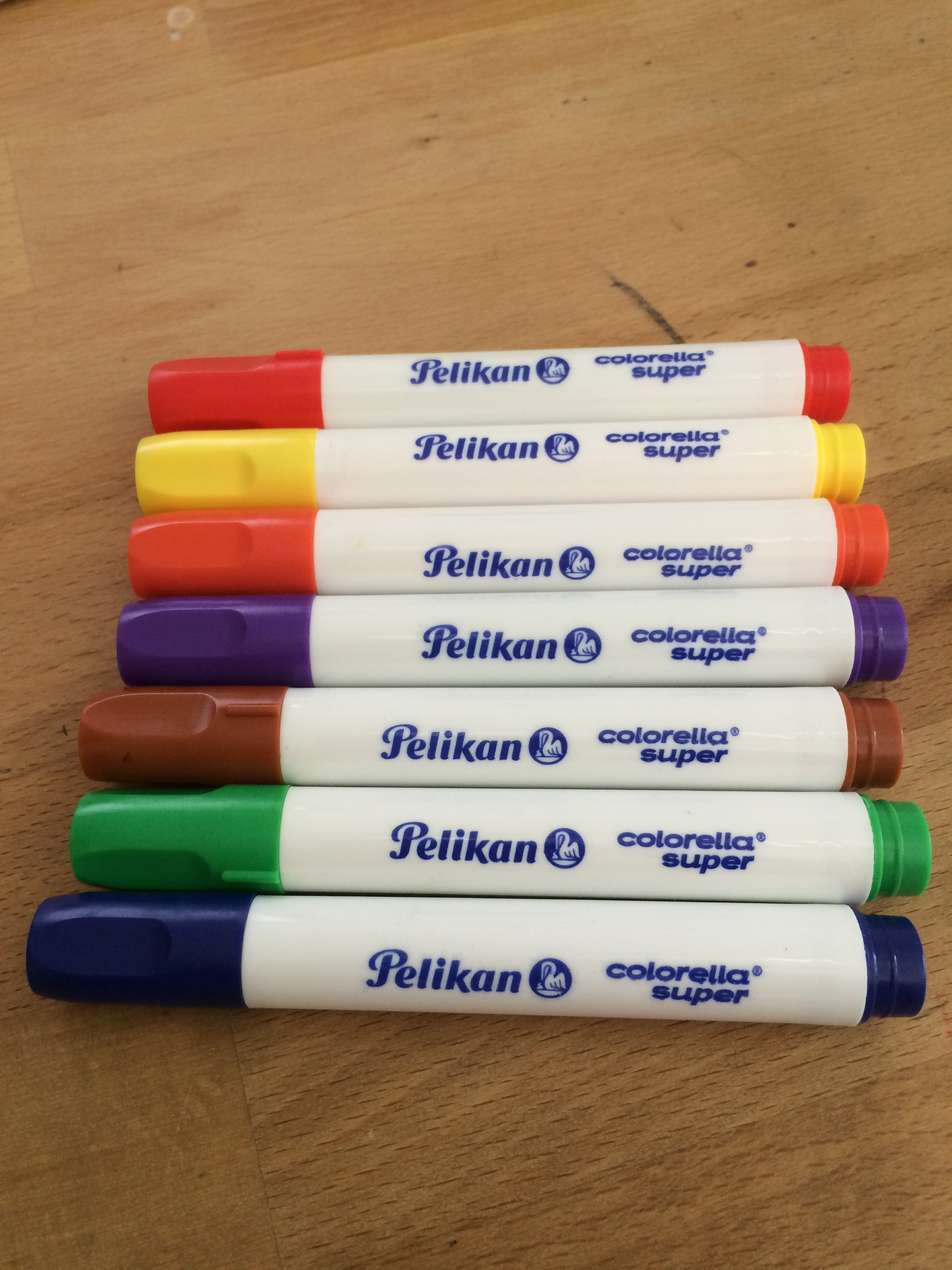
彩色筆

彩色筆，在中國大陸稱為彩筆、水彩筆，是一種兒童用水性彩色繪圖筆。通常筆身為圓筒形塑膠製品，內含墨水，筆頭為纖維製品，並附有塑膠筆蓋。
彩色筆的造型及材質與水性麥克筆相似，但筆身較粗，方便兒童使用；筆頭也較粗，適合較大面積塗色，與麥克筆用來畫出「記號」的設計理念略有不同。

## 顏色
| 顏色   | 選用   |
| ------ | ------ |
| 黑色   |        |
| 灰色   |        |
| 紅色   |        |
| 橘色   |        |
| 綠色   |        |
| 褐色   |        |
| 天空藍 |        |
| 藍色   |        |
| 紫色   | 紫色   |
| 洋紅色 | 粉紅色 |
| 黃色   | 卡其色 |
| 萊姆綠 | 靛色   |

## 各地彩色筆

### 臺灣
臺灣地區在1980年代開始製造及流行彩色筆。品牌繁多，多大同小異。
其中較為知名的是由SKB所發行的「喜洋洋彩色筆」，有獨特承襲自該公司發行的原子筆「蘭花香」香味。

## 外部連結
1. 1 2  . SKB.
2. ↑  . 雄獅文具.   [2018-02-05]. （原始内容存档于2022-03-14）.
3. ↑  網搜小組. . 東森新聞. 2017-04-09  [2018-02-05]. （原始内容存档于2018-02-05）.